# Im Seung-hwi
Im Seung-hwi ((임승희?, 任成輝?); 3 febbraio 1946) è un ex calciatore nordcoreano, di ruolo centrocampista.

## Carriera
Rappresentò la sua nazione ai mondiali di Inghilterra del 1966, nei quali giocò 4 partite. Giocò anche per il February 8.